# Fehérvár FC
El Fehérvár Football Club, hasta julio de 2018 llamado Videoton Football Club, es un club de fútbol de la ciudad de Székesfehérvár, Hungría. Juega en la Primera División húngara, y en su historia ha ganado tres ligas, una copa de Hungría, dos copas de la liga y una supercopa.
Fue fundado en 1941 como Székesfehérvári Vadásztölténygyár, bajo control de un fabricante de armamento. Tras varios cambios de nombre, en 1968 fue comprado por el fabricante de componentes electrónicos Videoton, que puso su nombre. Bajo su patrocinio, el club logró sus mejores resultados deportivos y en la temporada 1984/85 jugó la final de la Copa de la UEFA, que perdió frente al Real Madrid CF. En la temporada 2010-11, el Videoton ganó la primera liga húngara de su historia. Cuatro años después ganó el segundo título y en la temporada 2017-18 el tercero, proclamándose campeón en la última jornada de liga.
Con la llegada del capitalismo a Hungría y la privatización de la empresa Videoton, el club sufrió varios cambios de nombre e incluso llegó a ser FC Fehérvar entre 2004 y 2009. En 2007 el equipo fue comprado por el empresario Istvan Garancsi, que remodeló la institución y saneó las cuentas económicas. El 1 de julio de 2018 el club fue renombrado MOL Vidi tras la compra del club por el grupo MOL. Este cambio de nombre encontró una fuerte oposición por parte de la hinchada del club. En 2019 el club cambió nuevamente su nombre a MOL Fehérvár FC.

## Historia

### Creación del club
El equipo fue fundado en 1941 por una empresa local de proyectiles de caza, que le llamó Székesfehérvári Vadásztölténygyár. En sus primeros años de vida, el club estuvo formado por trabajadores de la fábrica. En 1948, la institución se dividió en tres plantillas; una de ellas comenzó a jugar desde la tercera división del fútbol húngaro, mientras que las otras dos se trasladaron a los campeonatos regionales del condado de Fejér. Para obtener mejores resultados, los trabajadores de la fábrica acordaron la fusión de las tres entidades el 3 de enero de 1956. En la temporada 1957/58, debutó en la segunda división de la liga húngara.
Con el paso de los años, el club mejoró su estructura profesional. A unos buenos resultados en la segunda categoría, se sumó la inauguración del estadio Sóstói el 20 de septiembre de 1967. Y finalmente, el club consiguió su primer ascenso a la máxima categoría en la temporada 1966/67.

### Nacimiento del Videoton y final de la Copa UEFA
Al término de la temporada 1967/68, el equipo fue comprado por un fabricante de electrodomésticos y componentes electrónicos, Videoton, que cambió el nombre de la entidad el 22 de enero de 1968 por el de Videoton SC. Aunque en la temporada de debut se descendió a segunda, se pudo recuperar la categoría al año siguiente.
El Videoton SC se convirtió en uno de los equipos fuertes del campeonato húngaro, con una época dorada en los años 1980. Pese a no ganar ningún título, el club estuvo en las posiciones altas de la liga. En la temporada 1975/76 finalizó en segundo lugar de la primera división; en 1982 el equipo llegó hasta la final de la Copa de Hungría, que perdió frente el Újpest FC, y en 1984 terminó en tercera posición de la liga empatado a puntos con el segundo, el Rába ETO. Su delantero centro József Szabó fue el máximo goleador del torneo.
La actuación más destacada del Videoton fue en la Copa de la UEFA 1984-85, donde llegó a la final sin tener el cartel de favorito, con Ferenc Kovács en el banquillo. Los húngaros derrotaron a clubes técnicamente superiores, como el Dukla de Praga, Partizán de Belgrado y Manchester United en las rondas previas, y tras doblegar en las semifinales al FK Željezničar Sarajevo, cayó en la final contra el Real Madrid CF español. En ese tiempo, el formato de la final era de ida y vuelta; mientras que en la ida el Videoton perdió 0-3 en su casa, muy mermado por las lesiones de sus mejores jugadores, en la vuelta consiguió vencer por 0-1 con gol de Lajos Májer. Después de jugar la final europea, el Videoton SC continuó en la élite del fútbol húngaro, aunque no ganó ningún título.

### Cambios en el club y primeros títulos
Con la llegada de la democracia en Hungría, la empresa Videoton fue privatizada y el club tuvo que buscar nuevos patrocinadores para salir adelante. En 1993 cambió su nombre por Parmalat FC por el patrocinio de Parmalat, aunque en 1996 recuperó su denominación habitual. Su rendimiento empeoró, y en la temporada 1998/99 descendió a segunda división, tras terminar en decimosexto lugar. En la campaña siguiente, regresaron a la NB1.
En 2006 el club conquistó el primer título de su historia, al imponerse en la final de la Copa de Hungría al Vasas SC en la tanda de penaltis, tras finalizar el partido con 2-2. Sin embargo, se arrastraron deudas de temporadas anteriores y el equipo entró en bancarrota, lo que amenazaba su continuidad en la liga profesional. Su situación cambió en 2007 con la llegada de un nuevo propietario, István Garancsi, que invirtió para pagar las deudas y mejoró el funcionamiento de la entidad. Además, el equipo recuperó el nombre de Videoton FC en 2009.
En el ámbito deportivo, el Videoton mejoró y volvió a ganar títulos como la Copa de la Liga, que consiguió en 2008 y 2009. Con la llegada del técnico György Mezey en 2009, sus actuaciones en liga también mejoraron; después de quedar segundo en la temporada 2009/10, en el año 2010/11 se convirtió en campeón de liga por primera vez en su historia. Cuatro años después ganó el segundo título, esta vez con el entrenador Joan Carrillo.

## Nombres de la entidad
Históricamente, el equipo ha sido conocido en el ámbito futbolístico como Videoton FC. Sin embargo, ha sufrido múltiples cambios de denominación.

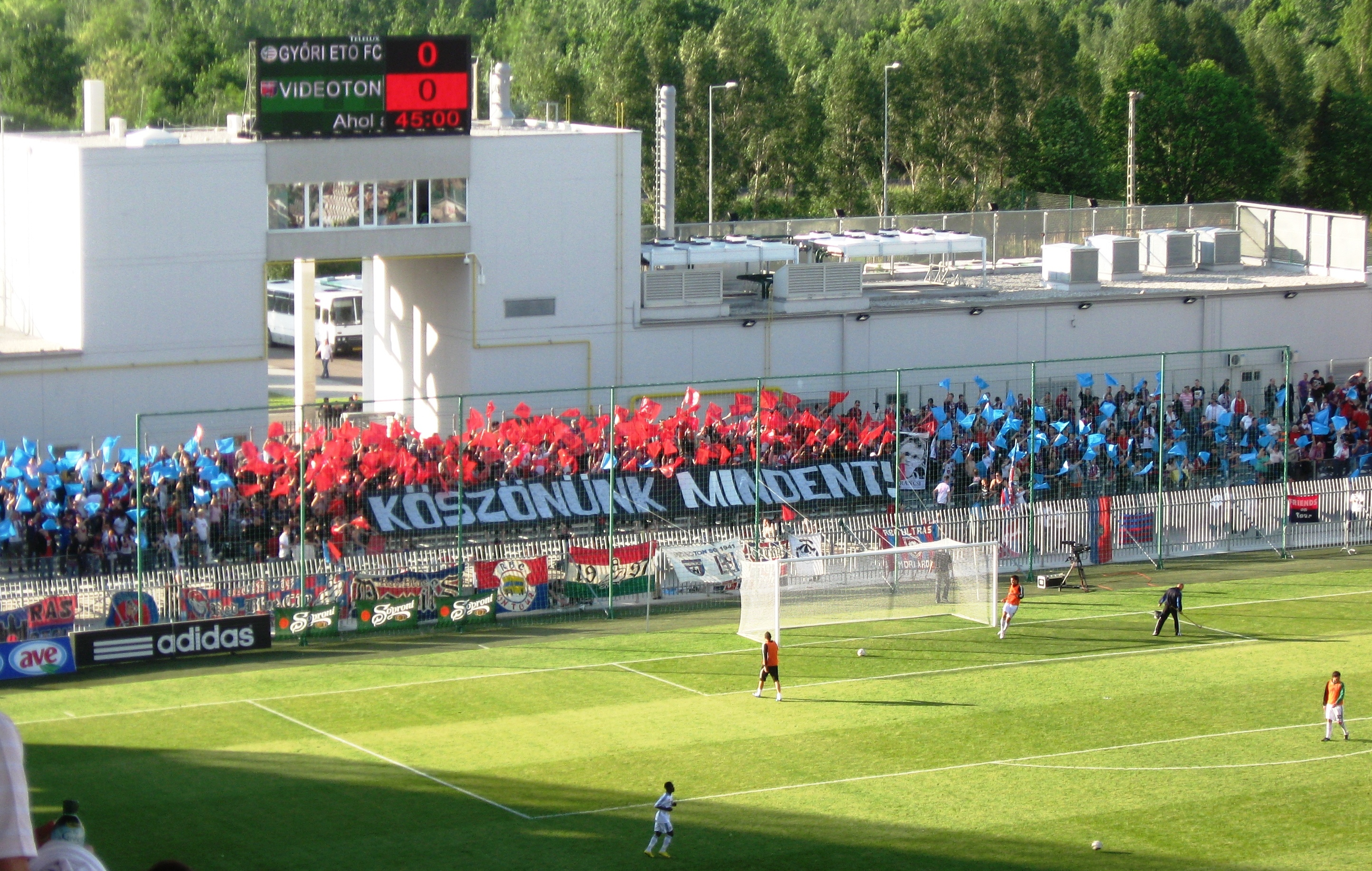
Tifo de los seguidores del Videoton FC.

- 1941: Fundado como Vadásztölténygyári SK
- 1944: Vadásztölténygyári Vasas SE
- 1948: FDSE Vadásztölténygyár
- 1950: Vadásztöltenygyári Vasas SK
- 1962: Székesfehérvári VT Vasas
- 1968: Székesfehérvári Videoton SC
- 1990: Videoton Székesfehérvár
- 1991: Videoton FC Székesfehérvár
- 1993: Parmalat FC Székesfehérvár
- 1995: Fehérvár Parmalat FC
- 1996: Fehérvár '96 FC
- 1996: Fehérvár Parmalat '96 FC
- 1996: Videoton FC Fehérvár
- 2004: FC Fehérvár
- 2009: Videoton FC
- 2018: Mol Vidi FC[6]
- 2019–2023: MOL Fehérvár FC[7][8]
- 2023–presente: Fehérvár FC

## Uniforme
El Vidi juega con una equipación titular de color azul y rojo, independientemente de sus cambios de denominación. Ambos colores son los más representativos de la ciudad de Székesfehérvár, y están presentes en su escudo de armas. En el escudo, también se encuentra presente el castillo al que hace referencia el nombre de la ciudad (traducible al castellano como Castillo blanco de la sede).
Actualmente el fabricante de las equipaciones es Adidas, mientras que su patrocinador es grupo MOL.
- Uniforme titular: Camiseta azul y roja a rayas verticales, pantalón azul, medias rojas.
- Uniforme alternativo: Camiseta amarilla, pantalón negro, medias amarillas.

| UEFA 1984-85 | 2004-09 | 2011-12 |

### Proveedor
| Periodo   | Proveedor | Patrocinador             |
| --------- | --------- | ------------------------ |
| 1976–1989 | Adidas    | Videoton                 |
| 1989–1992 | Adidas    | Waltham                  |
| 1992–1993 | Umbro     | Waltham                  |
| 1993–1995 | Umbro     | Parmalat                 |
| 1995–1996 | Hummel    | Parmalat                 |
| 1996–1997 | Uhlsport  | Parmalat                 |
| 1997–1998 | Uhlsport  | –                        |
| 1998–2000 | Uhlsport  | Videoton                 |
| −2001     |           | Videoton                 |
| 2001–2004 | Diadora   | Videoton                 |
| 2004–2006 | Diadora   | –                        |
| 2006–2007 | Puma      | UPC                      |
| 2007–2008 | Hummel    | –                        |
| 2008–2015 | Nike      | Máltai Szeretetszolgálat |
| 2015–     | Adidas    | MOL                      |

## Estadio

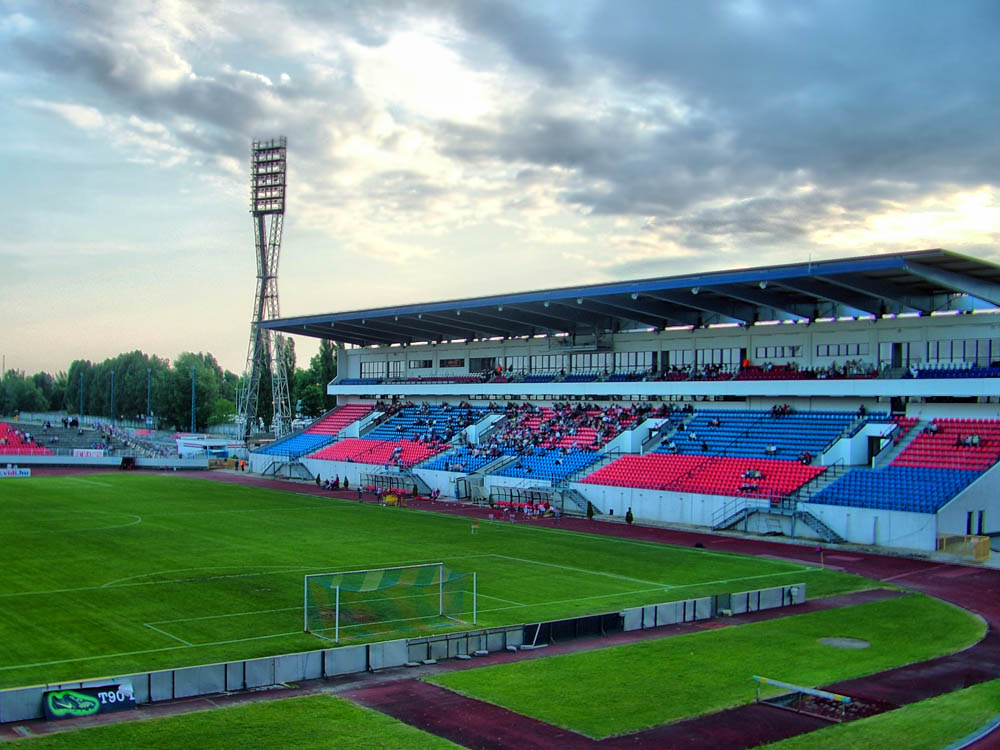
Interior del Sóstói Stadion.

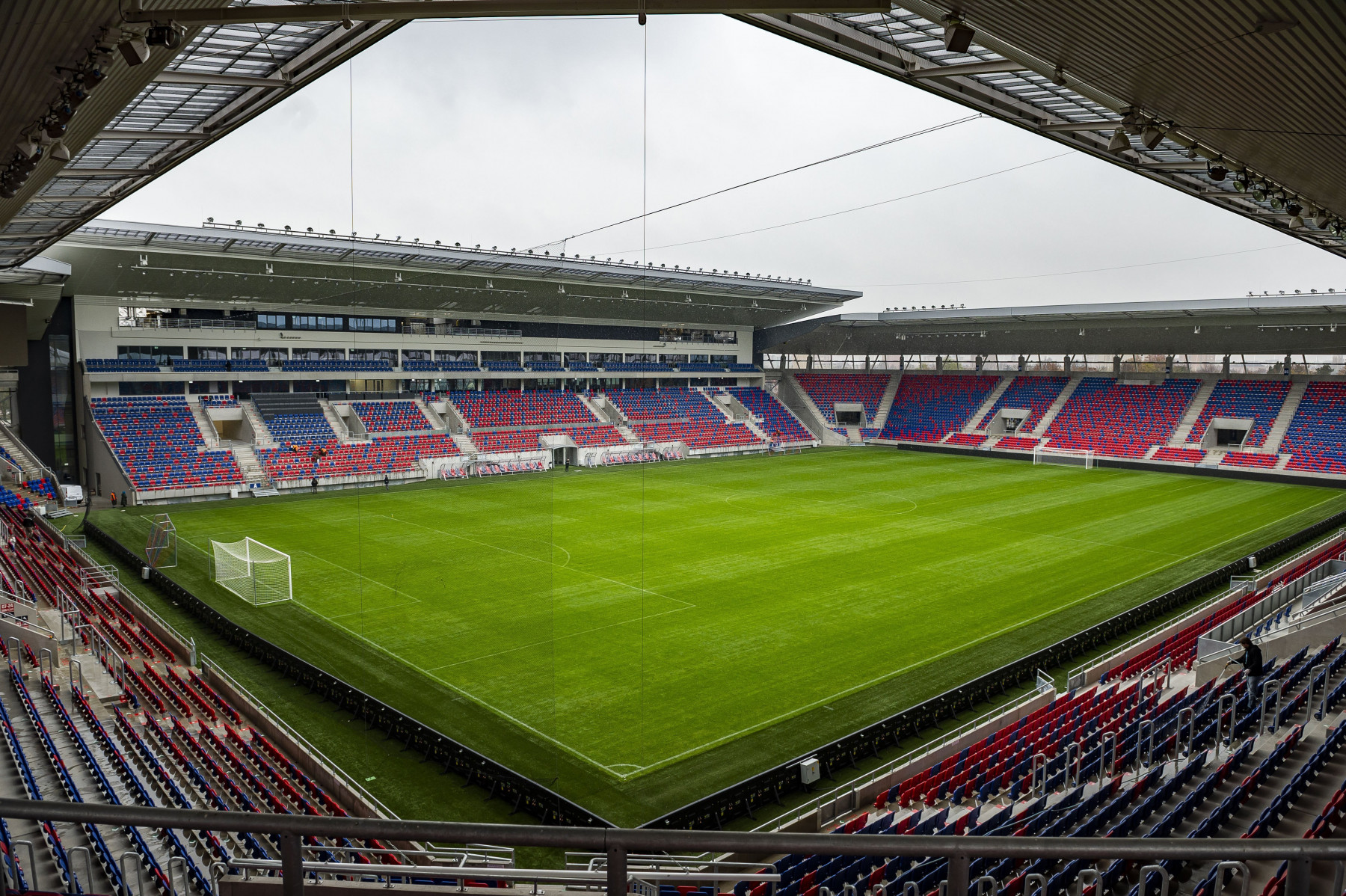
Interior del MOL Aréna Sóstó.

El campo donde el MOL Vidi FC juega sus partidos como local es el Sóstói Stadion (en español: Estadio Sóstói). Cuenta con capacidad para 14.300 espectadores y césped natural. En las cercanías, cuenta con varios campos de fútbol para entrenamiento y una cancha con pista de atletismo.
El estadio se inauguró el 20 de septiembre de 1967, después de cuatro años de construcción, y el primer encuentro que albergó fue un amistoso contra el FC Rot-Weiß Erfurt de Alemania Oriental, contra el que perdieron 2:3. En toda su historia, el mejor aforo se registró en el partido de ida de la final de la Copa de la UEFA contra el Real Madrid, al que asistieron más de 35.000 personas, cuando aún se permitían localidades de pie.
Durante la década del 2000 ha sido reformado en múltiples ocasiones, y ha figurado desde 2004 en todas las candidaturas de Hungría para albergar la Eurocopa. Entre otras cosas se eliminaron las localidades de pie, se levantó una nueva tribuna, se mejoraron los accesos y se instalaron cámaras de seguridad. Además, se añadieron zonas habilitadas para los medios de comunicación y un palco VIP, para cumplir con los criterios marcados por la UEFA.
Desde noviembre de 2018 el club disputa sus partidos en el nuevo MOL Aréna Sóstó.

## Palmarés

### Torneos nacionales
- Primera División Húngara (3): 2010-11, 2014-15, 2017-18
- Copa de Hungría (2): 2005-06, 2018-19
- Copa de la Liga de Hungría (3): 2007-08, 2008-09, 2011-12
- Supercopa de Hungría (2): 2010-2011, 2011-12

### Torneos internacionales
- Trofeo Ciudad de Zaragoza (1): 1984.
- Subcampeón de la Copa de la UEFA (1): 1984-85.

## Participación en competiciones de la UEFA
| Temporada | Torneo                   | Ronda            | Club                | Casa | Visita | Global         |
| --------- | ------------------------ | ---------------- | ------------------- | ---- | ------ | -------------- |
| 1974–75   | UEFA Cup                 | 1                | SSC Napoli          | 1–1  | 0–2    | 1–3            |
| 1976–77   | UEFA Cup                 | 1                | Fenerbahçe SK       | 4–0  | 1–2    | 5–2            |
| 1976–77   | UEFA Cup                 | 2                | FC Wacker Innsbruck | 1–0  | 1–1    | 2–1            |
| 1976–77   | UEFA Cup                 | 3                | 1. FC Magdeburg     | 1–0  | 0–5    | 1–5            |
| 1981–82   | UEFA Cup                 | 1                | SK Rapid Wien       | 0–2  | 2–2    | 2–4            |
| 1984–85   | UEFA Cup                 | 1                | Dukla Praga         | 1–0  | 0–0    | 1–0            |
| 1984–85   | UEFA Cup                 | 2                | PSG                 | 1–0  | 4–2    | 5–2            |
| 1984–85   | UEFA Cup                 | 3                | FK Partizan         | 5–0  | 0–2    | 5–2            |
| 1984–85   | UEFA Cup                 | Cuartos de final | Manchester United   | 1–0  | 0–1    | 1–1 (p)        |
| 1984–85   | UEFA Cup                 | Semifinales      | FK Željezničar      | 3–1  | 1–2    | 4–3            |
| 1984–85   | UEFA Cup                 | Final            | Real Madrid CF      | 0–3  | 1–0    | 1–3            |
| 1985–86   | UEFA Cup                 | 1                | Malmö FF            | 1–0  | 2–3    | 3–3 (a)        |
| 1985–86   | UEFA Cup                 | 2                | Legia Warszawa      | 0–1  | 1–1    | 1–2            |
| 1989–90   | UEFA Cup                 | 1                | Hibernian           | 0–3  | 0–1    | 0–4            |
| 2003      | UEFA Intertoto Cup       | 1                | PFC Marek Dupnitsa  | 2–2  | 2–3    | 4–5 (t.e.)     |
| 2006–07   | UEFA Cup                 | Clasificatoria 1 | FC Kairat           | 1–0  | 1–2    | 2–2 (a)        |
| 2006–07   | UEFA Cup                 | Clasificatoria 2 | Grasshoppers FC     | 1–1  | 0–2    | 1–3            |
| 2010–11   | UEFA Europa League       | Clasificatoria 2 | NK Maribor          | 1–1  | 0–2    | 1–3            |
| 2011–12   | UEFA Champions League    | Clasificatoria 2 | SK Sturm Graz       | 3–2  | 0–2    | 3–4            |
| 2012–13   | UEFA Europa League       | Clasificatoria 2 | Slovan Bratislava   | 0–0  | 1–1    | 1–1 (a)        |
| 2012–13   | UEFA Europa League       | Clasificatoria 3 | KAA Gent            | 1–0  | 3–0    | 4–0            |
| 2012–13   | UEFA Europa League       | Play-off         | Trabzonspor         | 0–0  | 0–0    | 4–2 (p)        |
| 2012–13   | UEFA Europa League       | Grupos           | Sporting CP         | 3–0  | 1–2    | 4–2            |
| 2012–13   | UEFA Europa League       | Grupos           | FC Basel            | 2–1  | 0–1    | 2–2            |
| 2012–13   | UEFA Europa League       | Grupos           | KRC Genk            | 0–1  | 0–3    | 0–4            |
| 2013–14   | UEFA Europa League       | Clasificatoria 1 | Mladost Podgorica   | 2–1  | 0–1    | 2–2 (a)        |
| 2015–16   | UEFA Champions League    | Clasificatoria 2 | The New Saints      | 1–1  | 1–0    | 2–1 (aet)      |
| 2015–16   | UEFA Champions League    | Clasificatoria 3 | BATE Borisov        | 1–1  | 0–1    | 1–2            |
| 2015–16   | UEFA Europa League       | Play-off         | Lech Poznań         | 0–1  | 0–3    | 0–4            |
| 2016–17   | UEFA Europa League       | Clasificatoria 1 | FC Zaria Bălți      | 3–0  | 0–2    | 3–2            |
| 2016–17   | UEFA Europa League       | Clasificatoria 2 | FK Čukarički        | 2–0  | 1–1    | 3–1            |
| 2016–17   | UEFA Europa League       | Clasificatoria 3 | Midtjylland         | 0–1  | 1–1    | 1–2 (aet)      |
| 2017-18   | UEFA Europa League       | Clasificatoria 1 | Balzan FC           | 2-0  | 3-3    | 5-3            |
| 2017-18   | UEFA Europa League       | Clasificatoria 2 | JK Nomme Kalju      | 1-1  | 3-0    | 4-1            |
| 2017-18   | UEFA Europa League       | Clasificatoria 3 | Bordeaux            | 1-2  | 1-0    | 2-2 (a)        |
| 2017-18   | UEFA Europa League       | Play-off         | FK Partizan         | 0-4  | 0-0    | 0-4            |
| 2018-19   | UEFA Champions League    | Clasificatoria 1 | F91 Dudelange       | 2–1  | 1–1    | 3–2            |
| 2018-19   | UEFA Champions League    | Clasificatoria 2 | Ludogorets          | 1–0  | 0–0    | 1–0            |
| 2018-19   | UEFA Champions League    | Clasificatoria 3 | Malmö               | 0–0  | 1–1    | 1–1 (a)        |
| 2018-19   | UEFA Champions League    | Play-off         | AEK Atenas          | 1–2  | 1–1    | 2–3            |
| 2018-19   | UEFA Europa League       | Grupo L          | BATE Borísov        | 0–2  | 0–2    | 3° lugar       |
| 2018-19   | UEFA Europa League       | Grupo L          | Chelsea             | 2–2  | 0–1    | 3° lugar       |
| 2018-19   | UEFA Europa League       | Grupo L          | PAOK Salónica       | 1–0  | 2–0    | 3° lugar       |
| 2019-20   | UEFA Europa League       | Clasificatoria 1 | Zeta                | 0–0  | 5–1    | 5–1            |
| 2019-20   | UEFA Europa League       | Clasificatoria 2 | Vaduz               | 1–0  | 0–2    | 1–2 (t.e.)     |
| 2020-21   | UEFA Europa League       | Clasificatoria 1 | Bohemian            | 1–1  | –      | 1–1 (4:2 pen.) |
| 2020-21   | UEFA Europa League       | Clasificatoria 2 | Hibernians          | –    | 1–0    | 1–0            |
| 2020-21   | UEFA Europa League       | Clasificatoria 3 | Stade de Reims      | 1–1  | –      | 1–1 (4:1 pen.) |
| 2020-21   | UEFA Europa League       | Play-Off         | Standard de Lieja   | –    | 1–3    | 1–3            |
| 2021-22   | Europa Conference League | Clasificatoria 1 | Ararat              | 1–1  | 0–2    | 1–3            |
| 2022-23   | Europa Conference League | Clasificatoria 2 | Qäbälä              | 4-1  | 1-2    | 5-3            |
| 2022-23   | Europa Conference League | Clasificatoria 2 | Petrocub Hîncești   | 5-0  | 2-1    | 7-1            |
| 2022-23   | Europa Conference League | Clasificatoria 2 | FC Köln             | 0-3  | 2-1    | 2-4            |
| 2024-25   | UEFA Conference League   | Clasificatoria 2 | Sumgayit            | 0–0  | 2–1    | 2–1            |
| 2024-25   | UEFA Conference League   | Clasificatoria 3 | Omonia              | 0-2  | 0–1    | 0-3            |

### Récord Ante Equipos de Otras Asociaciones
| País                          | J  | G  | E  | P  | GF | GC | GD |
| ----------------------------- | -- | -- | -- | -- | -- | -- | -- |
| Alemania                      | 2  | 1  | 0  | 1  | 2  | 4  | -2 |
| Austria                       | 5  | 1  | 2  | 2  | 4  | 7  | -3 |
| Azerbaiyán                    | 4  | 2  | 1  | 1  | 7  | 4  | +3 |
| Bélgica                       | 4  | 2  | 0  | 2  | 4  | 4  | 0  |
| Bielorrusia                   | 2  | 0  | 1  | 1  | 1  | 2  | -1 |
| Bulgaria                      | 3  | 0  | 2  | 1  | 4  | 5  | -1 |
| Checoslovaquia                | 2  | 1  | 1  | 0  | 1  | 0  | +1 |
| Chipre                        | 2  | 0  | 0  | 2  | 0  | 3  | -3 |
| Dinamarca                     | 2  | 0  | 1  | 1  | 1  | 2  | -1 |
| República Democrática Alemana | 2  | 0  | 1  | 1  | 1  | 5  | -4 |
| Inglaterra                    | 2  | 1  | 0  | 1  | 1  | 1  | 0  |
| Estonia                       | 2  | 1  | 1  | 0  | 4  | 1  | +3 |
| Francia                       | 4  | 3  | 0  | 1  | 7  | 4  | +3 |
| Italia                        | 2  | 0  | 1  | 1  | 1  | 3  | -2 |
| Kazajistán                    | 2  | 1  | 0  | 1  | 2  | 2  | 0  |
| Luxemburgo                    | 2  | 1  | 1  | 0  | 3  | 2  | +1 |
| Malta                         | 2  | 1  | 1  | 0  | 5  | 3  | +2 |
| Montenegro                    | 2  | 0  | 2  | 0  | 2  | 2  | 0  |
| Moldavia                      | 4  | 3  | 0  | 1  | 10 | 3  | +7 |
| Polonia                       | 4  | 0  | 1  | 3  | 1  | 6  | -5 |
| Portugal                      | 2  | 1  | 0  | 1  | 4  | 2  | +2 |
| Escocia                       | 2  | 0  | 0  | 2  | 0  | 4  | -4 |
| Serbia                        | 4  | 1  | 2  | 1  | 3  | 5  | -2 |
| Eslovaquia                    | 2  | 0  | 2  | 0  | 1  | 1  | 0  |
| Eslovenia                     | 2  | 0  | 1  | 1  | 1  | 3  | -2 |
| España                        | 2  | 1  | 0  | 1  | 1  | 3  | -2 |
| Suecia                        | 2  | 1  | 0  | 1  | 3  | 3  | 0  |
| Suiza                         | 4  | 1  | 1  | 2  | 3  | 5  | -2 |
| Turquía                       | 4  | 1  | 2  | 1  | 5  | 2  | +3 |
| Gales                         | 2  | 1  | 1  | 0  | 2  | 1  | -1 |
| Yugoslavia                    | 4  | 2  | 0  | 2  | 9  | 5  | +4 |
| Total                         | 63 | 23 | 16 | 26 | 78 | 77 | +1 |

## Récords Europeos
- Mejor participación en la UEFA Champions League: Play-off (2018–19)
- Mejor participación en la UEFA Cup/UEFA Europa League: Final (1984–85)
- Mayor victoria en casa: Videoton 5–0  FK Partizan (1984–85)
- Mayor victoria de visitante:  KAA Gent 0–3 Videoton (2012–13),  JK Nomme Kalju 0-3 Videoton (2017-18)
- Peor derrota en casa: Videoton 0–4  FK Partizan (2017-18)
- Peor derrota de visitante:  1. FC Magdeburg 5–0 Videoton (1976–77)
- Primera partido en la UEFA:  SSC Napoli 2–0 Videoton (UEFA Cup 1974–75)